# قلعه کوتول شاه
قلعه کوتول شاه مربوط به دوره تیموریان است و در شهرستان سیاهکل، بخش مرکزی، روستای موشا واقع شده و این اثر در تاریخ ۱۴ مرداد ۱۳۸۲ با شمارهٔ ثبت ۹۴۰۵ به‌عنوان یکی از آثار ملی ایران به ثبت رسیده‌است.
کوتول شاه شاهی ظالم بوده که هم‌زمان با اسماعیلیان و تیموریان بر مناطق رودبار، سنگر و لاهیجان حکومت می‌کرده که مرکز حکومت او در سیاهکل قرار داشته و به همین دلیل نیز دژی بر فراز کوهی بلند ساخته بود.
اکنون از آن دژ عظیم فقط تکه‌هایی سنگ و چند دیوار کوچک مانده که برای رسیدن به آن باید چند دقیقه‌ای در جنگل پیاده‌روی کرد.